# Menlo Park (Nova Jersey)
Menlo Park de Nova Jersey era el nom d'una urbanització on Thomas Alva Edison hi va situar un gran laboratori. Estava situat en la ciutat que s'anomenava, en aquell temps, Raritan Township i que després d'un referèndum fet el 1954
va canviar el nom per l'actual Edison Township Aquesta població està situada al comtat de Middlesex a l'Estat dels Estats Units de Nova Jersey. En el cens del 2000 Edison Township tenia 97.687 habitants en una superfície de 79,5 km².
Els inicis d'aquesta població són relativament antics, ja que se situen l'any 1651 amb una població anomenada Piscatawaytown.
El 1876 Edison va situar el seu domicili i el seu laboratori de recerca a una urbanització en desenvolupament (que no va tenir èxit) anomenada Menlo Park. Va ser a aquest laboratori on es van realitzar els invents més famosos d'Edison i el seu equip incloent-hi el fonògraf i la bombeta incandescent amb filament. El carrer Christie va ser el primer carrer del món en utilitzar llums elèctrics en la il·luminació. Després, el 1886, Edison va traslladar el seu domicili i laboratori a West Orange també a Nova Jersey.

## Persones il·lustres
- Chris Ackerman